# Dorcathispa bellicosa
Dorcathispa bellicosa là một loài bọ cánh cứng trong họ Chrysomelidae. Loài này được Guérin-Menéville miêu tả khoa học năm 1841.